# Neuselhalden
Neuselhalden ist ein Ortsteil von Steinheim am Albuch auf der Schwäbischen Alb im Landkreis Heidenheim in Baden-Württemberg. Er liegt auf einer Höhe von ungefähr 650 Meter über NN, rund drei Kilometer westsüdwestlich des Hauptorts Steinheim.
Der Name Neuselhalden stammt von dem Wort Nesselheide ab, welches sich aus den Wörtern Nessel und Heide zusammensetzt. Es war ursprünglich ein Kloster, welches während des Dreißigjährigen Kriegs gegründet wurde. Bis vor wenigen Jahrzehnten wurde das Dorf ausschließlich von Bauern bewohnt.
Heute gibt es in Neuselhalden nur noch einen großen Bauernhof, auf dem rund 400 Stück Vieh leben. Damit übertrifft die Nutztierhaltung die Bevölkerungsdichte in Neuselhalden um mehr als das Zehnfache.
Das Dorf besteht aus acht Wohnhäusern und einer größeren Anzahl an Ställen und Scheunen.